# Allison Pineau
Allison Pineau (Chartres, Francia, 2 de mayo de 1989) es una exjugadora de balonmano que jugaba en la posición de central en el club francés del Paris 92. Fue elegida como IHF Jugadora del Año en el año 2009.

## Equipos
- Issy les Moulineaux (2006-2009)
- Metz Handball (2009-2012)
- SCM Râmnicu Vâlcea (2012-2013)
- ŽRK Vardar  (2013-2014)
- RK Krim (2014-2015)
- HBC Nímes (2015-2016)
- HC Minaur (2016-2017)
- Brest Bretagne Handball (2017-2019)
- Paris 92 (2019-2025)[2]

## Palmarés

### Metz
- Liga de Francia (2011)
- Copa de Francia (2010)
- Copa de la Liga de Francia (2010 y 2011)

### Selección nacional

#### Campeonato del Mundo
- Medalla de plata en el Campeonato del Mundo de 2009
- Medalla de plata en el Campeonato del Mundo de 2011

### Consideraciones personales
- IHF Jugadora del Año (2009)
- Mejor central del Campeonato Mundial de Balonmano Femenino (2009)